# Курта Олена Андріївна
Олена Андріївна Курта — українська акторка, поетеса і танцюристка. Найбільш відома за роллю Дарини Петрівни в українському серіалі «Школа».

## Біографія
Народилася в Ужгороді. Навчалася в Ужгородській класичній гімназії, де три роки очолювала шкільний «парламент».
Закінчила Ужгородський національний університет за спеціальністю «соціологія та соціальна робота», а також навчалася у Національній академії державного управління при Президентові України, де вивчала державне управління. Вивчала «акторську майстерність для кіно» в школі Михайла Кострова, при театр-студії «Чорний квадрат», де отримала диплом у 2015 році.
У 2014 році Олена почала займатися аргентинським фольклором, згодом і сама почала викладати уроки танців у Києві.
18 грудня 2014 відбулася презентація Міжнародного благодійного фонду «Вільний птах», засновниками якого стали Олена Курта та український меценат Олег Торгало.
У 2015 році взяла участь у поетичних виставах «Да, о Любви» та «Свидетель № 5» поетичної лабораторії «Пятна Роршаха», які проходили у київському тайм-кафе БеседниZzа, а також на фестивальних сценах «ART-Пікнік» Слави Фролової та «НебоФест».
Також акторка займається організаційною діяльністю. Курта була співорганізаторкою проєкту «Бібліотека щастя» та членкинею оргкомітету з проведення Міжнародного Дня Щастя в Україні, який відзначають 20 березня. Курта читає власні поетичні історії.
У 2017 році Курта знялася у документальному фільмі «Секс у Радянському Союзі» (англ. Sex in the Soviet Union) американського режисера Чада Ґрасія, у якому зіграла роль радянської політичної діячки Олександри Коллонтай.

## Театральні роботи
| Рік  | Назва                | Роль | Театр                                |
| ---- | -------------------- | ---- | ------------------------------------ |
| 2015 | Да, о Любви (рос.)   |      | Поетична лабораторія «Пятна Роршаха» |
| 2015 | Свидетель № 5 (рос.) |      | Поетична лабораторія «Пятна Роршаха» |

## Фільмографія

### Веб
| Рік  | Назва        | Роль               | Примітка        | Дж. |
| ---- | ------------ | ------------------ | --------------- | --- |
| 2019 | Вільні гроші | Альбіна Гриневська | Епізодична роль |     |

### Кіно
| Рік          | Назва                    | Роль                 | Примітка                       | Дж.          |
| ------------ | ------------------------ | -------------------- | ------------------------------ | ------------ |
| 2017         | Анахата                  | Адвокатка Віра       | Короткометражний               | [ 9 ]        |
| 2018         | Герой мого часу          |                      | Епізодична роль                | [ 10 ]       |
| 2019         | Переполох в Трускавці    | Олена Богданівна     | Короткометражний, головна роль |              |
| В очікуванні | Секс у Радянському Союзі | Олександра Коллонтай | Документальний                 | [ 7 ] [ 11 ] |

### Телебачення
| Рік         | Назва                | Роль                  | Примітка                                       | Дж.    |
| ----------- | -------------------- | --------------------- | ---------------------------------------------- | ------ |
| 2016        | Сімейні мелодрами    | Христина Леопольдівна | Епізод: «Три подруги» (6-й сезон, 135-а серія) | [ 12 ] |
| 2017        | Ноти кохання         |                       | Епізодична роль                                |        |
| 2018 — 2019 | Школа                | Дарина Петрівна       | Головна роль                                   | [ 13 ] |
| 2018        | Опер за викликом     | Олена Свєтлічна       | Епізод: «Химера» (3-й сезон, 12-а серія)       | [ 14 ] |
| 2019        | Брати по крові       | Лікарка в СІЗО        | Епізодична роль                                |        |
| 2020        | Карпатський рейнджер | Психологиня Світлана  |                                                |        |
| 2020        | Мишоловка для кота   | Журналістка Валентина | Епізодична роль                                |        |
| 2020        | Ні кроку назад!      |                       | Епізодична роль                                |        |
| 2020        | За покликом серця    |                       | Епізодична роль                                |        |
| 2020        | Кришталева мрія      | Клієнтка              | Епізодична роль                                |        |

### Відеоігри
| Рік  | Назва                             | Роль                               | Примітка | Дж.    |
| ---- | --------------------------------- | ---------------------------------- | -------- | ------ |
| 2024 | S.T.A.L.K.E.R. 2: Серце Чорнобиля | Агата (Agatha) модель з її обличча |          | [ 15 ] |